# Oldenlandia linearifolia
Oldenlandia linearifolia là một loài thực vật có hoa trong họ Thiến thảo. Loài này được Thunb. mô tả khoa học đầu tiên năm 1835.